# Počaply (Příbrami járás)
Počaply település Csehországban, a Příbrami járásban. Počaply Myslín, Mirovice, Nestrašovice, Drahenice és Březnice településekkel határos. Lakosainak száma 101 fő (2024. január 1.).

## Népesség
A település lakosságának változását az alábbi diagram mutatja:
| Lakosok száma | 352  | 366  | 363  | 209  | 140  | 111  | 97   | 103  | 99   | 101  |
|               | 1869 | 1900 | 1921 | 1961 | 1980 | 2011 | 2016 | 2019 | 2021 | 2024 |